# 第21回オールスター競輪
第21回オールスター競輪は、1978年に西宮競輪場で行われた。

## 決勝戦
田中博、阿部道とともに、1970年代中盤から終盤まで「三強時代」を形成してきたものの、その当時の面影がすっかりなくなっていた福島正幸が、世界選手権自転車競技大会、プロ・スクラッチで2連覇を果たしながらも、特別競輪（現在のGI）では未だ優勝経験がなかった中野浩一に挑んだ「最後の戦い」。
- 9月26日（火）

| 着順        | 車番 | 選手     | 登録地 |
| ----------- | ---- | -------- | ------ |
| 1           | 8    | 天野康博 | 新潟県 |
| 2           | 2    | 福島正幸 | 群馬県 |
| 3           | 9    | 中野浩一 | 福岡県 |
| 4           | 7    | 国持一洋 | 静岡県 |
| 5           | 5    | 緒方浩一 | 熊本県 |
| 6＝落車再乗 | 4    | 渡辺孝夫 | 大阪府 |
| 7＝落車再乗 | 6    | 桑木和夫 | 栃木県 |
| 8＝落車再乗 | 3    | 堤昌彦   | 福岡県 |
| 落車棄権    | 1    | 高橋健二 | 愛知県 |

- 配当 
  - 連勝単式 6－2　1960円

## レース概要
中野と高橋の主導権争いとなったが、最終的には中野が高橋を制して主導権を握って先行。これに対し、8番手の福島が、最終バック付近で天野を連れて捲って出た。福島の掛かりは良かったように思われたが、2センター付近で高橋がバランスを崩して落車した影響を受け、直線に入るとその勢いは鈍った。最後は福島マークから天野が抜け出し優勝。福島2着、中野3着。

## 三強時代の終焉と中野時代の到来
1975年の第28回日本選手権競輪の後、上記の「三強時代」から、「ヤング全盛時代」へと移った当時の競輪界であったが、三強最後の生き残りといってもいい福島が自身の「復活」をかけ、「ヤングの旗手」という存在でありながらも、未だ競輪でのタイトルがなかった中野に、最後の力を振り絞って挑んだ戦いとなったが、この一戦後は一度も特別競輪の決勝戦には進出できず、4年後の1982年に34歳の若さで引退した。
これに対し、今大会では福島に先着を許した中野だが、当年の競輪祭を制して悲願の初タイトルを奪取するや、後に「ミスター競輪」と呼ばれ、競輪界でも確固たる地位を築き上げていくのである。

## 特記事項
- 決勝戦中継は、サンテレビの制作により放送された。

- 最終日の入場者数は34,382人、六日間の総売上は78億2482万7700円だった。